# دایسوکه کیشیو
دایسوکه کیشیو (انگلیسی: Daisuke Kishio; ۲۸ مارس ۱۹۷۴ – ) صداپیشه، خواننده، و بازیگر اهل ژاپن بود.